# Orleanska jungfrun (opera)

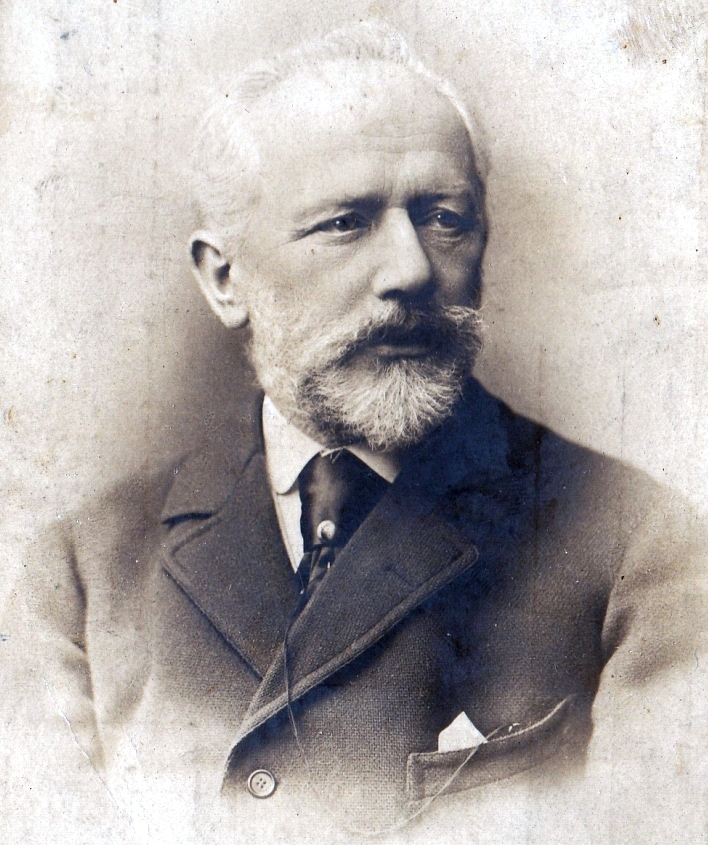
Pjotr Tjajkovskij

Orleanska jungfrun eller Jeanne d'Arc (ryska: Орлеанская дева, Orleanskaja deva) är en opera i fyra akter med musik av Pjotr Tjajkovskij. Librettot skrevs av tonsättaren och bygger på Vasilij Zjukovskijs ryska översättning av Friedrich Schillers drama med samma namn (1801).
Operan handlar om Jeanne d'Arc (1412-1431), Frankrikes nationalhelgon som levde under Hundraårskriget mellan Frankrike och England.

## Historia
Tjajkovskij var djupt fängslad av Schillers tragedi och beslöt skriva en opera på den som skulle hålla sig närmare originalet än Verdis Giovanna d'Arco (1845). Han påbörjade arbetet med operan i december 1878 i Florens. Schillers text var hans huvudsakliga källa men Tjajkovskij använde sig även av idéer och texter från andra författare: Jules Barbiers pjäs Jeanne d'Arc, Auguste Mermets opera till eget libretto, samt Henri-Alexandre Wallons biografi om Jeanne d'Arc. Tjajkovskij avslutade musikskisserna i Paris tre månader senare varvid orkestreringen tog ytterligare fyra månader. Operan hade premiär den 25 februari 1881 på Mariinskijteatern i Sankt Petersburg under musikalisk ledning av Eduard Nápravník. På grund av finansiella svårigheter blev uppsättningen inte den bästa men tack vare musiken och sångarnas insatser mottogs operan väl. Men trots nyuppsättningar nästföljande säsonger gavs operan aldrig mer i Ryssland under Tjajkovskijs levnad. Premiären i Prag 1882 var den enda samtida uppsättningen utomlands och den första av Tjajkovskijs operor som spelades utanför Ryssland.
Svensk premiär den 29 mars 1986 på Kungliga Operan i Stockholm med titeln Jeanne d'Arc.

## Personer
- Jeanne d'Arc (sopran eller mezzosopran)
- Kung Karl VII av Frankrike (tenor)
- Ärkebiskopen (bas)
- Påven (tenor)
- Dunois, en fransk riddare (baryton)
- Lionel, en burgundisk riddare (baryton)
- Thibaut d'Arc, Jeannes fader (bas)
- Raimond, Jeannes trolovade (tenor)
- Bertrand, en bonde (bas)
- Krigaren (bas)
- Agnès Sorel (sopran)
- Ängeln (sopran)

## Handling
Akt I
Jeanne bor i den lilla byn Domrémy med sin far Thibaut, som vill att hon skall gifta sig med Raimond. Byborna är oroade över den engelska härens segerrika frammarsch, men Jeanne profeterar att dess befälhavare, lord Salisbury, snart kommer att dö och att fransmännen skall segra till sist. Thibaut trot att hon är besatt av djävulen, men då en soldat bekräftar att Salisbury är död börjar byborna hoppas att hennes förutsägelser skall besannas. Jeanne bryter upp från Domrémy, och en änglakör bekräftar att hon handlar rätt.
Akt II
På det kungliga slottet i Chinon låter den franske kungen Karl VII sig underhållas tillsammans med sin älskarinna Agnès Sorel, medan Dunois försöker övertala honom att ställa sig i spetsen för den franska hären. En döende soldat lämnar bud om ännu ett nederlag och kungen tappar modet, men strax därpå kommer Dunois tillbaka och berättar om ett underverk som har skett på slagfältet, där nederlag vänts i seger av en ung flicka. Jeanne förs in och vänder sig genast till kungen, trots att Dunois på dennes order intagit hans plats på tronen. Hon läser hans innersta tankar, och med ärkebiskopens välsignelse utser han henne till högsta befälhavare över den franska hären.
Akt III
I en drabbning kämpar Jeanne med Lionel från Burgund som deltar på engelsmännens sida. Hon besegrar honom men skonar hans liv, och när de står ansikte mot ansikte blir de förälskade i varandra. Jeanne försöker övertala honom att fly men han ger sig fången hos Dunois. Karl VII kröns i Reims och hyllar Jeanne som Frankrikes befriare, men henne far påstår att hon har vunnit sina segrar med djävulens hjälp. Kungen uppmanar henne att försvara sig men eftersom hon känner sig skyldig på grund av sin kärlek till Lionel tiger hon. Dunois utmanar en av de närvarande på envig för att bevisa hennes oskuld, men ett åskväder bryter löst och det tas som ett tecken på hennes skuld. Alla överger henne utom Lionel. Men hon vill inte veta av honom, han är trots allt en fiende, och även han går sin väg.
Akt IV
Längre fram träffas Jeanne och Lionel i en skog, men deras kärleksförklaring avbryts av röster från ovan som förkunnar att Jeanne har syndat och måste plikta med livet. Soldater tränger fram, dödar Lionel och tillfångatar Jeanne. Hon döms till döden på bålet, men änglarna ger henne hugsvalelse då hon bestiger schavotten.